# Лотфі Заде
Лотфі Заде (англ. Lotfi Askar Zadeh, азерб. Lütfi Zadə, Lütfəli Əsgərzadə; 4 лютого 1921, Новхани, Азербайджанська РСР — 6 вересня 2017) — американський математик і логік азербайджанського походження, засновник теорії нечітких множин і нечіткої логіки, професор Каліфорнійського університету (Берклі).

## Біографія
Народився в Баку як Лютфі Алескерзаде (або Аскер Заде). Батько — Рагим Алескерзаде (1895—1980), журналіст за професією, був азербайджанцем та іранським підданим; мати — Фейга (Фаня) Мойсеївна Коренман (1897—1974), лікарка-педіатр за фахом, єврейського походження, з Одеси. Рагима Алескерзаде, чия сім'я походила з міста Ардебіль, скерували до Баку в роки Першої світової війни як іноземного кореспондента тижневика «Іран». Тут він одружився зі студенткою медичного інституту Фанею Моїсеївною Коренман, чия сім'я покинула Одесу під час єврейських погромів, і в роки НЕПу зайнявся оптовою торгівлею сірниками. Сім'я жила в Баку на перетині вулиць Азіатської і Максима Горького.
Лютфі навчався в російській бакинській школі № 16, у дитинстві багато читав як класичні твори російської літератури, так і світову класику в російських перекладах. З 1932 року жив в Ірані, протягом 8 років навчався в Американському коледжі Тегерана (згодом відомому як Alborz High School — місіонерська пресвітеріанська школа з перською мовою навчання), потім на електро-інженерному факультеті в Тегеранському університеті (закінчив в 1942 році). Уже в школі познайомився зі своєю майбутньою дружиною Фанею Занд (у шлюбі Фаня Заде, 1920 р.н.) з родини євреїв, які втекли з Німеччини до Тегерана після приходу до влади нацистів. Через багато років Фаня Заде стала автором найповнішої біографії свого чоловіка — «Моє життя і подорожі з батьком нечіткої логіки».
Після закінчення університету працював разом з батьком постачальником будматеріалів для дислокованих в Ірані американських військ, переїхав до Сполучених Штатів в липні 1944 року і у вересні вступив до Массачусетського технологічного інституту (отримав диплом магістра в галузі електричної інженерії в 1946 році). Батьки Лотфі Заде в цей час жили в Нью-Йорку, де він вступив до аспірантури Колумбійського університету, а після захисту дисертації в 1949 році залишився там само асистентом на інженерному відділенні. З 1959 року працював в Каліфорнійському університеті (Берклі).

## Сім'я
Дружина — Фаня Заде (нар. 1920). Діти:
- донька — Стелла Заде (27 липня 1947, Нью-Йорк — 7 червня 2006, Санта-Барбара (Каліфорнія)) — журналістка (її чоловік, Девід Л. Герш — адвокат і відомий письменник).
- син — Норман Заде, також відомий як Норм Зада (англ. Norm Zada, нар. 1950) — фахівець у галузі теоретичної інформатики, професійний гравець у покер, автор посібника з гри в покер, засновник і редактор журналу для чоловіків «Perfect 10».

Двоюрідна сестра (донька рідної сестри матері, лікаря Анни Мойсеївни Коренман) — Джаннет Алібековна Селімова (1940 р.н.), режисер Російського драматичного театру ім. Самеда Вургуна, художній керівник Бакинського камерного театру, народна артистка Азербайджану.

## Внесок у науку
Першою значною науковою роботою Л. Заде стала його дисертація, присвячена питанням частотного аналізу нестаціонарних ланцюгів. У ній він ввів поняття нестаціонарної передавальної функції, яке згодом отримало численні програми в аналізі нестаціонарних лінійних систем. Це принесло Л. Заде перше міжнародне визнання.
У 1950 році разом з Дж. Рагазіні (англ. J. R. Ragazzini) запропонував цікаве узагальнення теорії передбачення Норберта Вінера. Ця робота знайшла застосування в проектуванні фільтрів зі скінченною пам'яттю і сьогодні її вважають класичною.
Потім у 1952 році знову разом з Дж. Рагазіні він розробив метод z-перетворення для дискретних систем. Цей метод також став класичним в аналізі систем і широко застосовувався при створенні систем автоматичного керування та цифрових фільтрів.
У 1953 році Л. Заде запропонував новий підхід до нелінійної фільтрації і побудував ієрархію нелінійних систем, засновану на уявленні Вольтерра-Вінера. Таким чином було закладено основи проектування оптимальних нелінійних процесорів для виявлення корисних сигналів в шумі.
У 1959 році професор Л. Заде переїхав до Каліфорнії, де став працювати на кафедрі електротехніки (англ. Electrical Engineering Department) Каліфорнійського Університету в Берклі. В цей час його наукові інтереси були зосереджені, головним чином, на теорії лінійних систем і теорії автоматичного управління. Важливим результатом стала видана в 1963 році в співавторстві з Чарльзом Дезоером книга «Теорія лінійних систем (метод простору станів)», в якій викладено якісно новий підхід в теорії лінійних систем. Ідеї, представлені на сторінках цієї книги, стали джерелом багатьох сучасних підходів до аналізу систем і автоматичного управління.
Таким чином, до середини шістдесятих років професор Л. Заде вже був відомим фахівцем в області теорії систем, теорії автоматичного керування та їх додатків. В цей час (з 1963 по 1968 рік) він завідував кафедрою електротехніки Каліфорнійського університету. Однак, властивий йому дух новаторства не дозволив спочивати на лаврах.
У 1965 році у віці 44 років він публікує в журналі «Information and Control» головну працю свого життя — основну статтю за нечіткими множинами (англ. fuzzy sets). Ця робота має велике історичне значення, вона дала поштовх новому науковому напрямку, яке викликало потужний резонанс у всьому світі. Основна ідея Л. Заде полягала в тому, що реальні людські міркування, що спираються на природну мову, не можуть бути описані в рамках традиційних математичних формалізмів. Введення нечітких множин, класів з неточно визначеними межами, що описуються функціями приналежності, забезпечило основу для розвитку більш гнучкого підходу до аналізу міркувань і моделювання складних систем, поведінка яких описується швидше лінгвістичними, ніж числовими змінними. Дана стаття ініціювала величезний потік публікацій в області нечіткої математики, яка не вичерпується досі.
У шістдесяті-сімдесяті роки неортодоксальні ідеї Л. Заде сприймались дуже прискіпливо, а в деяких наукових колах, особливо, в середовищі «чистих математиків», й зовсім скептично. Однак, практичний потенціал теорії нечітких множин і нечіткої логіки, їх здатність моделювати гнучкі і неточні обмеження, частковий прояв властивостей, плавний перехід з однієї ситуації в іншу залучили в цю область цілу армію послідовників. За останні двадцять років розроблені додатки методів і моделей нечіткої математики в розпізнаванні образів, аналізі зображень, експертних системах, системах підтримки прийняття рішень і багатьох-багатьох інших сферах. Особливо слід відзначити моделі нечіткого керування, які знайшли широке промислове застосування, починаючи від побутової техніки (пилосмоки, пральні машини з нечіткою логікою) і кінчаючи керуванням складними технологічними процесами (управління доменним процесом, управління атомними енергоблоками) і динамічними об'єктами (поїзди метро, автомобілі, вертольоти, роботи та ін.).
Серед найзнаменитіших робіт Л. Заде, написаних в сімдесяті роки, слід відзначити «Основи нового підходу до аналізу складних систем і процесів прийняття рішень» (1973 рік), «Поняття лінгвістичної змінної і його застосування до прийняття наближених рішень» (1975-1976 роки). У останніх двох роботах їм було введено і описано поняття лінгвістичної змінної, розглянуті шляхи її застосування у інтелектуальних системах та керуванні. Саме тут були сформульовані ідеї управління на основі нечіткої логіки, які потім були втілені в технології нечітких регуляторів. У статті «Нечіткі множини як основа теорії можливості» (1978 рік), яка відкрила перший номер міжнародного журналу «Нечіткі множини і системи», Л. Заде запропонував варіант обчислення невизначеностей, що спирається на неадитивну міру можливості, і зокрема, інтерпретацію нечіткої множини як функції розподілу повноважень (теорія можливостей). На відміну від нечіткої множини, що виражає неточність оцінки деякого атрибута, міра можливості описує невизначеність, неповноту інформації, пов'язану з появою тієї чи іншої чіткої події. По суті, це спосіб кількісного опису (уявлення сенсу) експертних суджень, який є узагальненням інтервального аналізу та теорії помилок. В даний час міра можливості та двоїста їй міра необхідності виступають як основні засоби моделювання невизначеності в інтелектуальних системах.
У вісімдесяті роки професор Л. Заде продовжує активно працювати над проблемами розвитку нечіткої логіки і теорії можливостей, а також їх застосування в інтелектуальних системах. Так в статті «Роль нечіткої логіки в керуванні невизначеністю в експертних системах» (1983 рік) їм описаний спосіб застосування нечіткої логіки в інтересах уявлення неточної інформації і побудований ряд правил виведення на основі комбінування свідоцтв. Потім він пише ряд робіт, присвячених питанням моделювання міркувань здорового глузду: «Теорія знань здорового глузду» (1984 рік), «Силогізми в нечіткій логіці і їх застосування до звичайних міркувань і міркувань з диспозиціями» (1985 рік), «Ескіз обчислювальної теорії для розуміння та представлення знань на основі поняття узагальненого оператора присвоєння» (1986 рік) та іншими.
Поряд з І. Пригожиним, Г. Хакеном, Р. Томом, Б. Мандельбротом, Лотфі Заде можна сміливо віднести до родоначальників синергетичної наукової парадигми. З одного боку, в рамках синергетичної методології, невизначеність більш не розглядається як зовнішня аномалія в поведінці системи, з якої треба боротися, а трактується як її невід'ємна характеристика. Очевидно, що принцип несумісності Л. Заде «при зростанні складності системи зменшується можливість її точного опису» тісно пов'язаний з ідеями синергетики. І звичайно, весь широкий спектр понять і підходів, запропонованих Заде з метою адекватного моделювання нечіткості і невизначеності у складних системах, можна вважати важливим внеском у загальну методологію синергетики як міждисциплінарного наукового руху. З іншого боку, введена ним в 1994-1995 роках схема м'яких обчислень (англ. soft computing) являє собою варіант безпосереднього використання принципів синергетики у штучному інтелекті. Класичні інтелектуальні системи, засновані на символьній обробці інформації та булевій логіки, не використовують чисельні методи для обліку невизначеності та нечіткості і спираються на технологію жорстких обчислень (англ. hard computing). Тому відповідні комп'ютерні програми служать прикладами закритих, систем, що важко модифікуються; в них можливості самоорганізації, кооперації, еволюції компонентів повністю відсутні. У роботі «М'які обчислення, нечіткі множини і нейронні мережі» професор Л. Заде одним з перших запропонував варіант побудови гібридної інтелектуальної системи шляхом спільного використання різнорідних моделей в інтересах взаємної компенсації їх недоліків і об'єднання переваг; при цьому, як наслідок, можна отримати синергетичні (нелінійні) ефекти. В рамках м'яких обчислень три аспекти інтелекту — управління невизначеністю, навчання і адаптація в процесі еволюції — об'єднуються шляхом подання нечітких продукційних моделей до нейронної мережі, оптимізація якої відбувається за допомогою генетичних алгоритмів. Можливі й більш складні гібриди, які включають крім зазначених компонентів, хаотичні моделі, еволюційні алторитми, імовірнісні міркування, баєсові мережі і їх розширення, моделі машинного навчання та ін.
Крім м'яких обчислень, в 90-і роки інтереси Л. Заде пов'язані з розробкою методології обчислень зі словами, а також обчислювальної теорії перцептивних оцінок.
Серед опублікованих ним робіт можна відзначити «Нечітка логіка = Обчислення зі словами» (1996 рік), «О теорії грануляції нечіткої інформації та її центральне місце в людських міркуваннях, нечітка логіка» (1997 рік), «Від обчислень з числами до обчислень зі словами, від маніпуляції з вимірами до маніпуляції з перцептивних оцінками» (1999 рік), «Нотатки про обчислювальну теорію перцептивних оцінок, засновану на обчисленнях зі словами» (2000, 2002 рік). В період з 2003 по 2006 роки Заде надрукував ряд робіт, що пов'язані з інтелектуальними інтернет-технологіями: «Інтелектуальне дослідження інтернету», «Нечітка логіка і інтернет» та ін.
Не зважаючи на поважний вік, професор Лотфі Заде продовжує активно публікувати свої наукові праці: «До людського рівня машинного інтелекту — чи є це досяжним» (2008 рік), «Стохастичні кінцеві системи в теорії керування» (2013 рік), «Примітка щодо подібних визначень в теорії можливостей та ймовірності» (2014 рік) та ін.
Професор Л. Заде є автором понад 240 наукових статей і членом редакційної колегії понад 70 наукових журналів. Із повним списком статей Лотфі Заде можна ознайомитися на сайті Каліфорнійського університету за адресою: http://www.cs.berkeley.edu/~zadeh/papers/ [Архівовано 4 квітня 2016 у Wayback Machine.]. 
Сьогодні в різних країнах світу випускається близько 25 наукових журналів, пов'язаних з теорією нечіткої логіки. Щороку в журналах публікуються тисячі статей по нечіткій логіці вченого. В Японії більше 2 тис. вчених займаються застосуванням нечіткої логіки на виробництві.

## Нагороди
Першими, хто повною мірою оцінили його відкриття, стали японські вчені. Застосування теорії Лотфі Заде принесло Японії мільярди доларів. Сьогодні такі відомі компанії, як Mitsubishi, Toshiba, Sony, Canon, Sanyo, Nissan, Panasonic, Honda широко використовують її у виробництві фото- і відеокамер, пральних машин, пилосмоків, управлінні транспортними засобами, промисловими процесами. А слідом за ними і американці (компанії General Motors, General Electric, Motorola, Kodak), потім і європейці: в Данії виробляються цементні та доменні печі, що працюють на основі нечіткої логіки, в інших європейських країнах «fuzzy logic» застосовується в атомних енергоблоках, складних технологічних процесах тощо. Далі наведено далеко не повний перелік нагород Лотфі Заде.
- Премія Хонда [Архівовано 19 вересня 2015 у Wayback Machine.] (1989)
- Медаль Річарда Геммінга (1992)
- Премія Кампе де Ферьє [Архівовано 14 листопада 2009 у Wayback Machine.] (1992)
- Медаль Руфуса Ольденбургера [Архівовано 10 березня 2016 у Wayback Machine.] (1993)
- Медаль пошани IEEE (1995)
- Премія Окава [Архівовано 23 червня 2015 у Wayback Machine.] (1996)
- Медаль Эглестона (2007)
- Медаль Бенджаміна Франкліна (2009)
- BBVA Foundation Frontiers of Knowledge Awards (2012)

## Інтернет посилання
- Лотфі Заде — батько нечіткої логіки [Архівовано 5 червня 2016 у Wayback Machine.](рос.)
- Інтерв'ю професора, член-кореспондента НАН Азербайджану Рафіка Алієва про Лотфі Заде, 2016 [Архівовано 2 червня 2016 у Wayback Machine.](рос.)
- Профайл Л. Заде в базі Google Scholar [Архівовано 10 серпня 2016 у Wayback Machine.]
- Заде Л. Понятие лингвистической переменной и его применение к принятию приближенных решений [Архівовано 5 березня 2016 у Wayback Machine.]. − М.: Мир, 1976. − 166 с.
- Круглов В. В., Дли М. И., Голубов Р. Ю. Нечеткая логика и искусственные нейронные сети. — М.: Физматлит, 2001.– 221 с.